# Rudi Sterckx
Rudi Sterkx was een nevenpersonage uit de soap Thuis. De rol werd gespeeld door Jos Geens van 1996 tot 1999.

## Fictieve biografie
Rudi werkt in hetzelfde bedrijf als Frank  namelijk Sanitair Vercammen. De twee worden goede vrienden en als Frank ontslagen wordt, gaat Rudi hem nog geregeld bezoeken. Als Frank de baas van het bedrijf, Robert Vercammen, neerslaat kan hij rekenen op de neef van Rudi, die advocaat is. Maar dan slaat het noodlot toe. Rudi rijdt Robert aan en hij sterft. Rudi voelt zich bijzonder slecht, maar Frank daarentegen is blij dat zijn rivaal er niet meer is. Cois wordt de nieuwe collega van Rudi en later gaat ook Frank er opnieuw werken. Even later neemt Rudi zijn ontslag en verdwijnt hij uit beeld.